# Superstatistik
Die Superstatistik ist ein Zweig der statistischen Mechanik und der statistischen Physik, der sich mit nichtlinearen Systemen und Nichtgleichgewichts-Systemen befasst. Es zeichnet sich durch die Überlagerung (Superposition) mehrerer unterschiedlicher statistischer Modelle aus, um die gewünschte Nichtlinearität zu erzielen. In Bezug auf gewöhnliche statistische Ideen ist dies gleichbedeutend mit dem Zusammensetzen der Verteilungen von Zufallsvariablen und kann als einfacher Fall eines doppelt stochastischen Modells betrachtet werden. Sie wurde 2003 von E. G. D. Cohen und Christian Beck eingeführt mit der Motivation, in physikalischen Systemen nicht von vornherein (a priori) Maxwell-Boltzmann-Verteilung anzunehmen.
Man betrachte ein erweitertes thermodynamisches System, welches lokal im Gleichgewicht ist und eine Boltzmann-Verteilung aufweist. Dann ist die Wahrscheinlichkeit, das System in einem Zustand mit Energie {\displaystyle E} zu finden, proportional zu {\displaystyle \exp(-\beta E)}. Hierbei ist {\displaystyle \beta } die lokale inverse Temperatur. Ein thermodynamisches Nichtgleichgewichts-System wird unter Berücksichtigung makroskopischer Schwankungen der lokalen inversen Temperatur modelliert. Diese Schwankungen treten auf Zeitskalen auf, die viel größer sind als die mikroskopischen Relaxationszeiten für die Boltzmann-Verteilung. Wenn die Schwankungen von {\displaystyle \beta } durch eine Verteilung {\displaystyle f(\beta )} charakterisiert sind, ist der superstatistische Boltzmann-Faktor des Systems gegeben durch
{\displaystyle B(E)=\int _{0}^{\infty }d\beta f(\beta )\exp(-\beta E)\ .}
Für ein System, das diskrete Energiezustände {\displaystyle \{E_{i}\}_{i=1}^{W}} annehmen kann, definiert die obige Gleichung die superstatistische Partitionsfunktion
{\displaystyle Z=\sum _{i=1}^{W}B(E_{i})\ .}
Die Wahrscheinlichkeit, dass sich das System im Zustand {\displaystyle E_{i}} befindet, ist durch
{\displaystyle p_{i}={\frac {1}{Z}}B(E_{i})} gegeben.
Die Modellierung der Fluktuationen von {\displaystyle \beta } führt zu einer statistischen Beschreibung der Boltzmann-Statistik oder "Superstatistik". Wenn zum Beispiel {\displaystyle \beta } einer Gammaverteilung folgt, entspricht die resultierende Superstatistik der Tsallis-Statistik. Superstatistiken können auch zu anderen Statistiken wie Potenzgesetzverteilungen oder gestreckten Exponentialen führen.